# Красный кошмар (Мстители: Величайшие герои Земли)
«Красный кошмар» (англ. Nightmare in Red) — девятый эпизод второго сезона американского мультсериала «Мстители: Величайшие герои Земли».

## Сюжет
Генерал Росс с майором Талботом и Доктор Сэмсон прибывают на авианосец «Щ.И.Т.а», чтобы обсудить вопрос, касающийся Халка. Генерал возмущён, что ему нужно спрашивать разрешение у Марии Хилл и Сэмсона. Внутри базы Зимний солдат в форме агента «Щ.И.Т.а» проникает в секретную комнату и крадёт образец крови Халка. На переговорах Росс требует отдать её ему, но получает отказ, так как всем известно, что он хочет клонировать Халков. Сэмсон говорит, что условий для гамма-трансформаций не воссоздать. Тем временем Брюс Баннер рыбачит под присмотром Клинта Бартона. Они слегка привередничают, и Соколиный глаз скучает по Халку.
В тёмной комнате Зимний солдат вводит неизвестному кровь Халка, и тот становится Красным Халком. Он нападает на авианосец «Щ.И.Т.а». Мария сообщает Мстителям об этом, хотя те заверяют её, что Баннера нет в городе. Они сообщают Клинту, и он везёт Брюса в особняк. Скрулл Капитана Америка и Оса прибывают на авианосец. Оса спрашивает, кто это, а Мария язвительно отвечает, что это Халк, несмотря на то, что он другого цвета. Он вступает в бой с Мстителями. Тем временем Клинт и Брюс прибывают домой. Бартон собирается идти товарищам на выручку, и Баннер тоже, но Соколиный глаз решает, что ему лучше остаться. На них нападает Сокол. Он делает Брюсу укол, и тот не может превратиться в Халка. Затем Бартон прогоняет Сокола. Делл Раск сообщает Красному Халку о провале Уилсона, и второй покидает авианосец. Мария приказывает звонить Россу, ибо теперь он имеет право арестовать Халка. Красный Халк прибывает в особняк.
Клинт приходит в себя в окружении Осы и Капитана Америка, а Баннера уже нет. Оса предлагает выследить его по карточке Мстителей. Тем временем Красный Халк прессует Брюса в порту. Раск говорит ему нести Баннера на базу, но тот не желает. Несмотря на электрический разряд Раска, он не выполняет его приказ. Он требует, чтобы Брюс превратился в Халка. Прибывают Мстители. Красный Халк справляется с ними и хочет прикончить Клинта, если Баннер не станет Халком. Он говорит, что не может из-за укола, но Красного Халка это не волнует. Он продолжает сжимать руку Клинта, делая тому очень больно, и Брюс всё-таки превращается в Халка. Он доминирует над злодеем, но когда думает, что победил, и отворачивается, то Красный Халк нападает сзади и побеждает. Он говорит, что долго к этому шёл и теперь сильнее Халка. Однако к зелёному герою на помощь приходят Мстители. Красный Халк проделывает в земле трещину, и туда проваливаются Оса и Соколиный глаз. Капитан Америка и Халк побеждают злодея, и Раск отчитывает его. Красный Халк уходит. Прибывает армия, чтобы арестовать Халка за нападение на авианосец «Щ.И.Т.а», и Скрулл Капитана Америка уговаривает его сдаться, обещая, что Мстители его оправдают. Халк становится Брюсом, и его уводят. Делл Раск считает, что Красный Халк — это успех, несмотря на его непокорность, и Доктор Сэмсон с ним соглашается. В особняке Скрулл Капитана сообщает королеве, что ему удалось избавиться от Халка, и теперь Мстители бессильны.

## Отзывы
Рецензент из IGN поставил эпизоду оценку 7 из 10 и написал, что «внезапное сосредоточение внимания на Брюсе Баннере поверх Халка было интересным решением, поскольку в сериале обычно игнорируется тот факт, что у Халка вообще есть альтер-эго». Критик отметил, что «всегда приятно видеть более обычные, человеческие стороны этих персонажей, которые во втором сезоне удалось лучше выделить». Ему было интересно, «является ли человеческая личность Красного Халка такой же, как в комиксах, или сценаристы решили что-то поменять и держать фанатов комиксов в напряжении», понадеявшись, что «тайна не затянется на долго, как в комиксах». Рецензент отметил проблему, что «Фред Таташор озвучивал Халка и Красного Халка очень похоже», и «предпочёл бы немного больше различий между двумя персонажами, особенно учитывая, что Красный Халк должен сохранять свой полный интеллект во время трансформации».